# Martin-Luther-Kirche (Trittau)

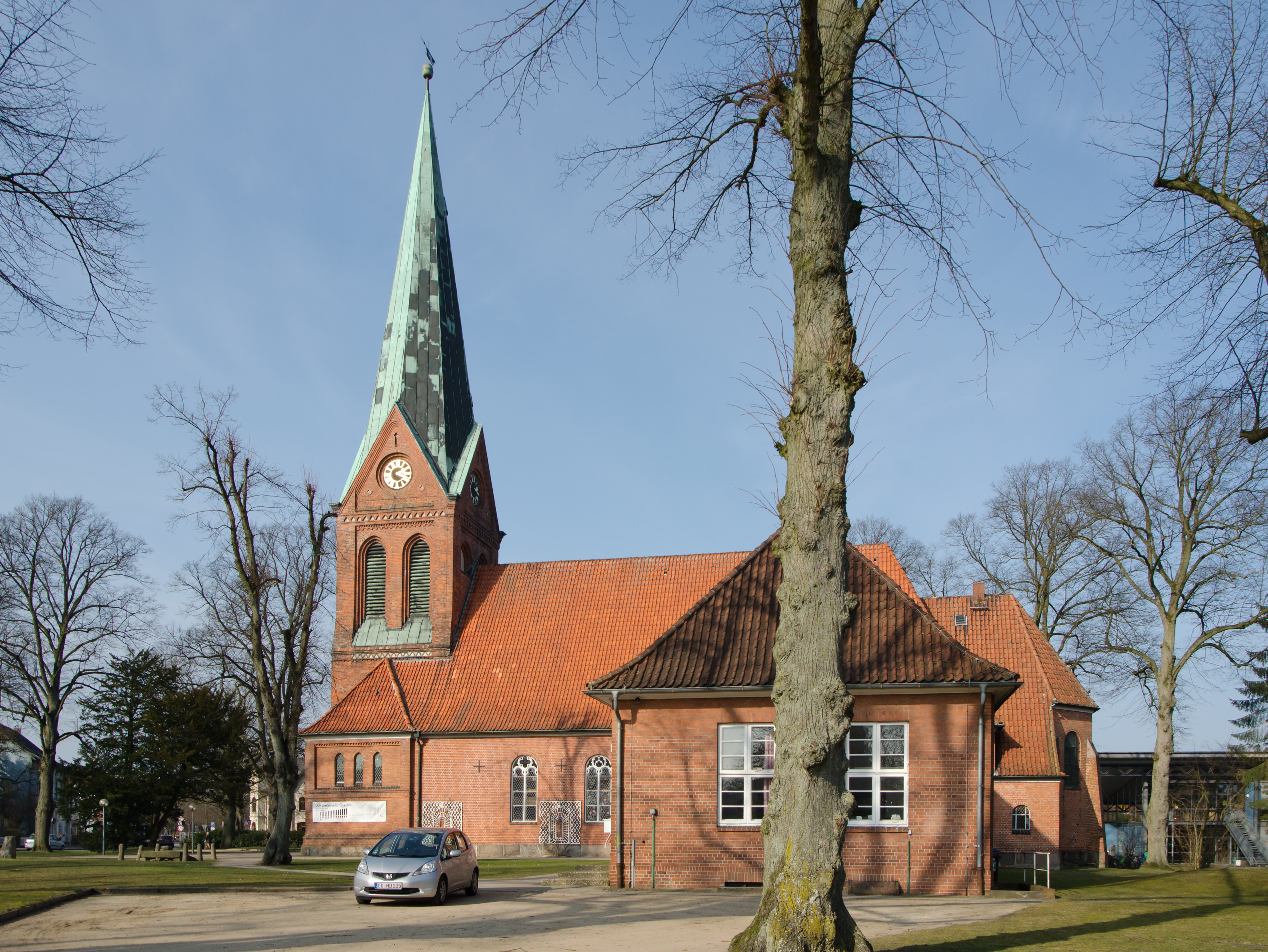
Die Martin-Luther-Kirche in Trittau von Süden aus betrachtet

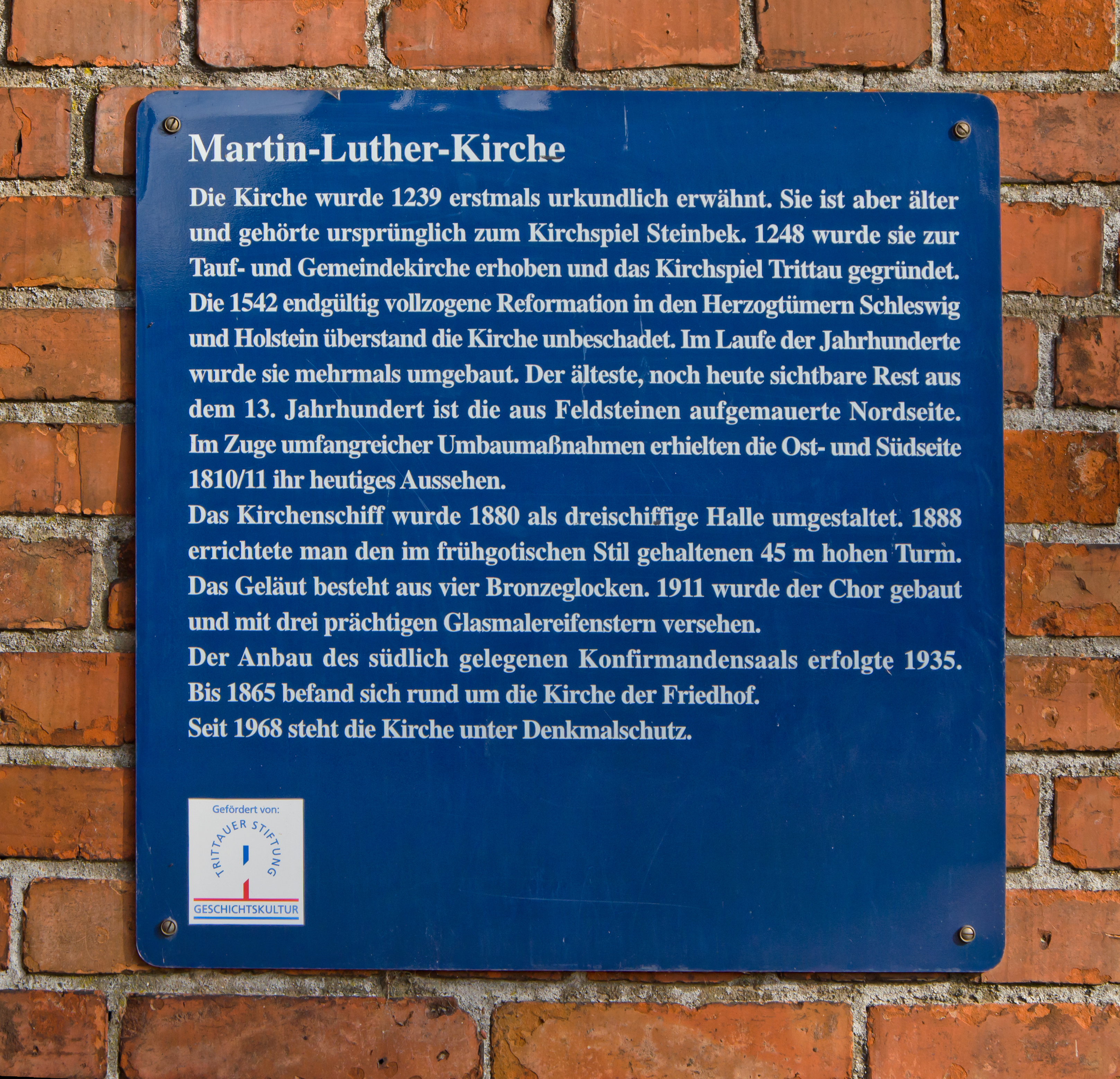
Gedenktafel an der Außenwand der Kirche

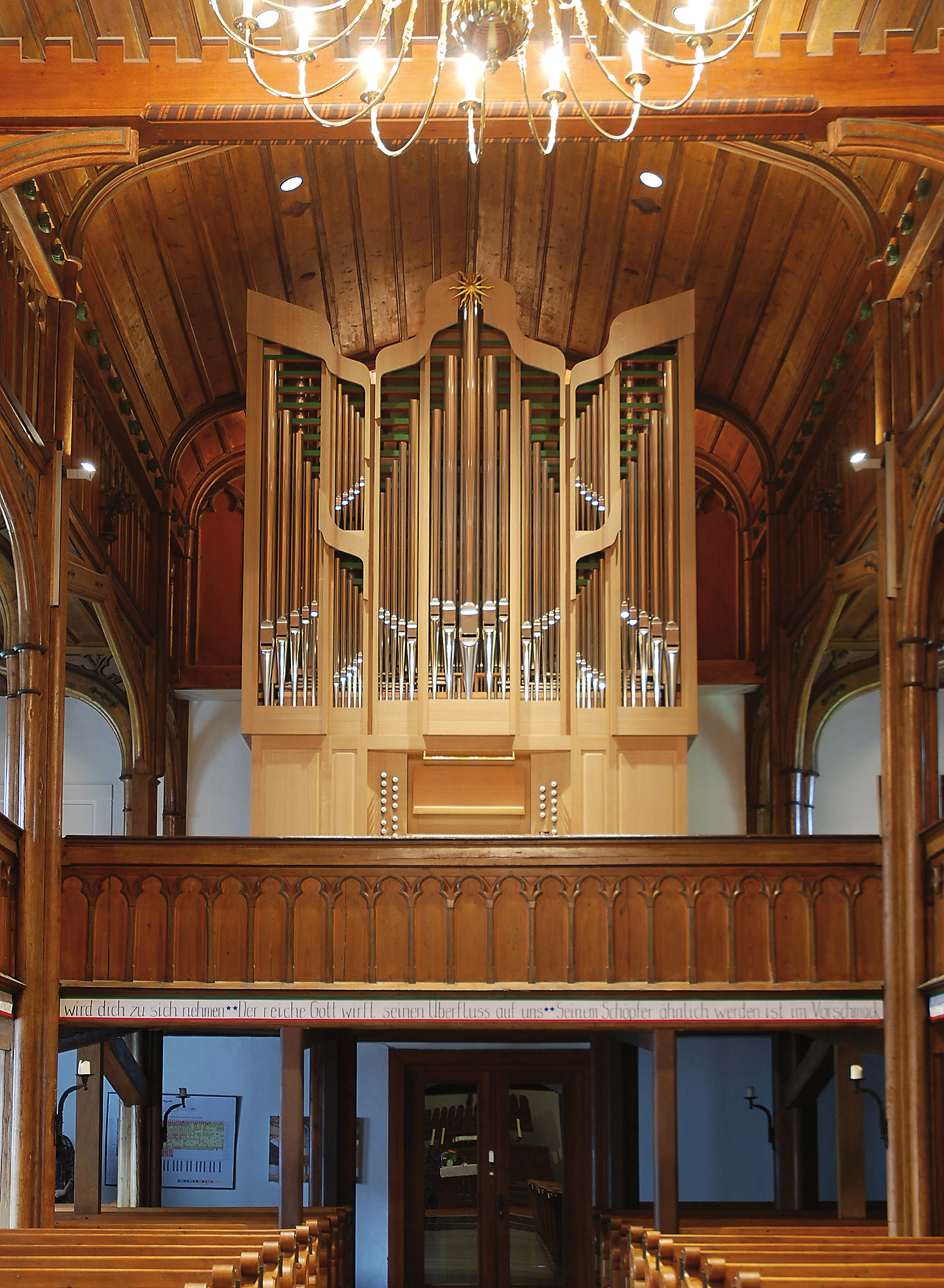
Eingangsbereich im Innenraum mit Orgel

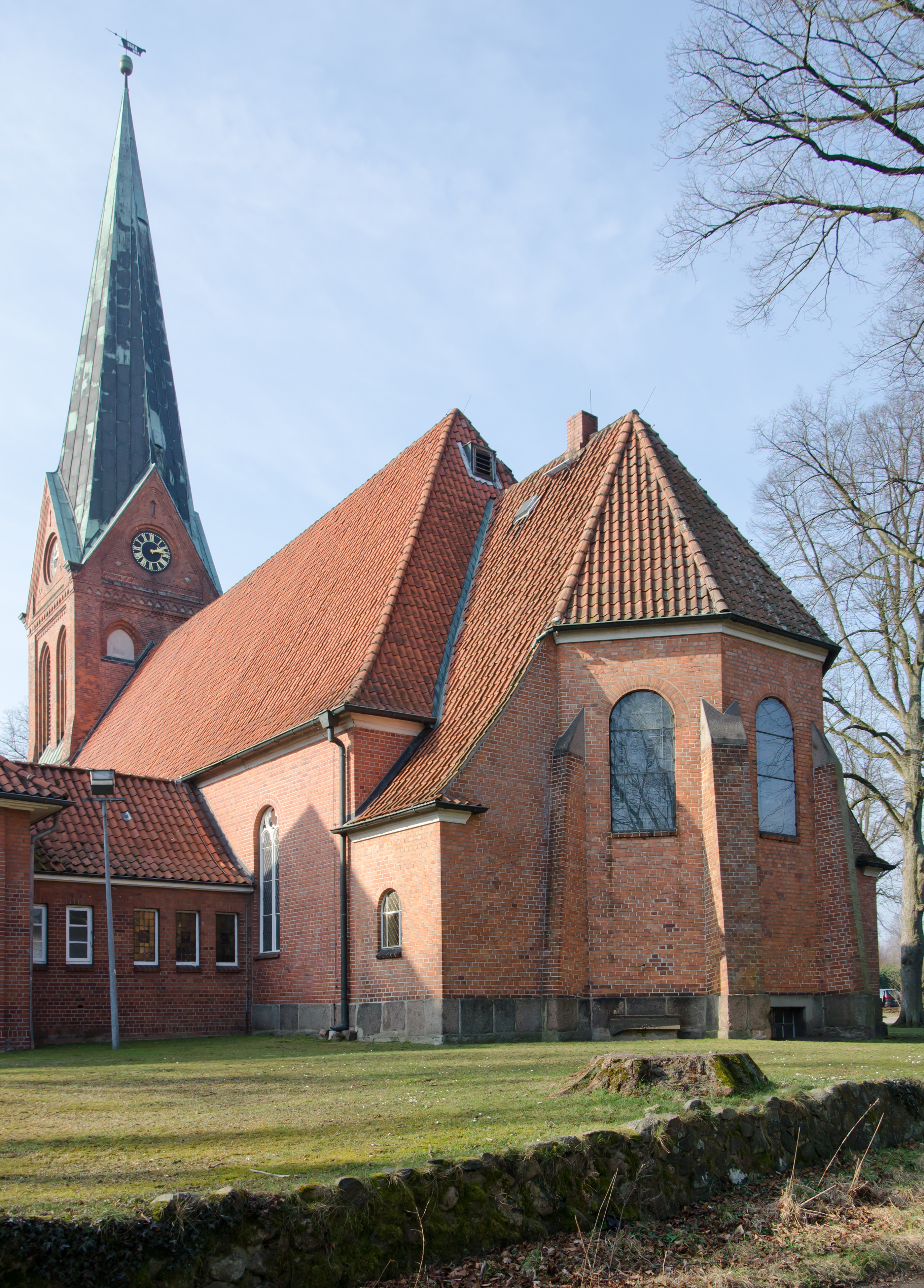
Die Martin-Luther-Kirche mit den Chor-Fenstern, von Osten aus gesehen

Die Martin-Luther-Kirche (vor 1968: St.-Johannes-Kirche) ist eine evangelische Pfarrkirche im alten Zentrum der Gemeinde Trittau, im schleswig-holsteinischen Kreis Stormarn.

## Geschichte
Der älteste Nachweis über eine Kirche in Trittau stammt vom 10. Februar 1239. Damals wies der Hamburger Dompropst Bruno dem Kloster Reinbek sowohl die Reinbeker Kirche als auch das von Reinbek aus in Trittau erbaute Gotteshaus zu. Im Jahr 1248 wurde die Trittauer Kapelle, die bis dahin zum Kirchspiel Steinbek gehörte, als Kirche des neugebildeten Trittauer Kirchspiels selbstständig. 1329 wurde die zu diesem Kirchspiel gehörenden Kapelle in Lütjensee selbständig, fiel später wieder an Trittau zurück.  Aus demselben Jahr ist die Existenz einer Kapelle in Klein-Trittau verbürgt.
Im Jahr 1620 erhielt die Trittauer Kirche erstmals eine Orgel, die jedoch während des Dreißigjährigen Krieges im Jahr 1627 beschädigt wurde. Weitere fünf Orgelneubauten folgten in den Jahren 1636 bis 2016. Die Trittauer Kirche hat im Verlauf der Jahrhunderte bis in die jüngste Zeit hinein mehrere Umbauten erfahren. Nach Jahrzehnten der Reparaturen war zu Beginn des 19. Jahrhunderts ein Neubau geplant. Wegen fehlender Mittel blieb es beim Teilneubau des Schiffes. Der Chor und die Sakristei an der Nordseite der Kirche wurden damals abgerissen. Das alte Feldstein-Mauerwerk an der Nordseite blieb erhalten. Es wird vermutet, dass dieses Mauerwerk noch vom Vorgängerbau, einer Kapelle stammt. Diese Nordwand wurde in den 1950er Jahren neu aufgesetzt und mit einer Betonwand verstärkt. Das Kirchenschiff wurde 1880 nach einem Entwurf des Landbaumeisters Carl August Wilhelm Lohmeyer (1824–1883) als dreischiffige Halle umgestaltet. Im Jahr 1888 wurde der heutige Turm mit einer Höhe von 45 Meter nach einem Entwurf von Otto Pieper an das Schiff gesetzt. 1911 folgte ein neuer Chor-Bau nach einem Entwurf von Fernando Lorenzen. Der seitlich angesetzte Gemeindesaal wurde im Jahr 1935 nach Plänen von Hans und Otto Schnittger errichtet.
Kirche und Gemeinde gehören heute zum Kirchenkreis Hamburg-Ost der Nordkirche. Die Martin-Luther-Kirche steht unter Denkmalschutz und ist in der Liste der Kulturdenkmale in Trittau aufgeführt.

## Ausstattung

### Innenausstattung
Die Gestaltung des Kirchenraums der Martin-Luther-Kirche in Trittau ist ein Werk des lauenburgischen Baurats Carl August Wilhelm Lohmeyer (Ratzeburg) aus dem Jahr 1880. Die Ausstattung ist als Zeuge hochwertiger sakraler Baukunst zu betrachten.
Der Innenraum besteht aus gedrungenen Spitzbögen und einer Reihenwiederholung der Motive. Dieser Stil ist ein Merkmal der englischen Tudorgotik, die im 19. Jahrhundert in Deutschland häufiger als Vorlage genommen wurde. Der Opferstock stammt aus dem Jahre 1783 und ist damit das älteste Einrichtungsstück. Der Taufengel von 1736 ist zwar älter, befand sich aber  über viele Jahrzehnte auf dem Dachboden.
Die drei Chorfenster waren eine Stiftung der Familie Adolf Wickel, Grönwohldhof, zum Neubau des Chores. Sie wurden nach Originalentwürfen von der Kunstanstalt für Glasmalerei der Gebr. Prof. Linnemann in Frankfurt/Main hergestellt, die den damals neu erbauten Reichstag ausstattete. Das Mittelfenster zeigt eine Christus-Gestalt in Anlehnung an Thorvaldsens Christusfigur, in den beiden Seitenfenstern sind die Wappen von Holstein und Stormarn zu sehen. Die Fenster stehen unter Denkmalschutz. Die restaurierte Jugendstil-Grabanlage der Familie Wickel befindet sich auf dem Friedhof nördlich der Kirche.
An der Nordwand des Kirchenschiffes hängt das Ölgemälde „Grablegung Christi“. Es ist eine Kopie des von Johann Friedrich Overbeck (1789–1869) gemalten Originals, das sich in der Lübecker Marienkirche befindet. Es wurde von der Trittauer Künstlerin Dorothea Meins angefertigt und von ihr der Kirche zum Gedenken an die im Ersten Weltkrieg Gefallenen gestiftet.

### Orgel
Die Vorgängerorgel aus dem Jahr 1964, erbaut durch den Orgelbaumeister Detlef Kleuker, zeigte zunehmend technische Mängel, sodass die Kirchengemeinde sich für einen Orgelneubau entschied. Nach der Auftragsvergabe im Januar 2014 wurde die neue Orgel am 2. Oktober 2016 eingeweiht. Sie wurde durch die Orgelbaufirma Weimbs aus Hellenthal in der Eifel erbaut. Das Instrument hat 20 Register (Schleiflade) auf zwei Manualen und Pedal. Die Spiel- und Registertrakturen sind mechanisch. Die Orgel enthält insgesamt 1164 Pfeifen, davon 939 Metall-, 83 Holzpfeifen sowie 142 Zungenpfeifen.
| I Hauptwerk C–g3 |               |       |
| 1.               | Bordun        | 16′   |
| 2.               | Prinzipal     | 8′    |
| 3.               | Hohlflöte     | 8′    |
| 4.               | Oktave        | 4′    |
| 5.               | Flöte         | 4′    |
| 6.               | Oktave        | 2′    |
| 7.               | Mixtur III–IV | 1 ⁄3′ |
| 8.               | Trompete      | 8′    |

| II Schwellwerk C–g3 |                       |        |
| 9.                  | Bordun                | 8′     |
| 10.                 | Salicional            | 8′     |
| 11.                 | Vox Coelestis (ab c0) | 8′     |
| 12.                 | Fugara                | 4′     |
| 13.                 | Nasard                | 2 ⁄3′  |
| 14.                 | Flageolett            | 2'     |
| 15.                 | Terz                  | 1 3⁄5′ |
| 16.                 | Oboe                  | 8′     |
|                     | Tremulant             |        |

| Pedal C–f1 |               |     |
| 17.        | Subbass       | 16′ |
| 18.        | Prinzipalbass | 8′  |
| 19.        | Gedecktbass   | 8′  |
| 20.        | Posaune       | 16′ |

- Koppeln: II/I, I/P, II/P
- Effektregister: Zimbelstern
- Keilbälge
- Stimmung: ungleichschwebende Stimmung (Eigenentwicklung der Firma)

### Geläut
Das Geläut der Martin-Luther-Kirche besteht aus vier Bronze-Glocken. Eine davon stammt noch aus dem Jahre 1833, von der Gießerei Beseler in Rendsburg, die drei übrigen aus dem Glockenneuguß von 1957. Im Ersten Weltkrieg musste eine Glocke abgegeben werden, die 1925 von einer Glocke der Gießerei Ohlson in Lübeck ersetzt wurde. Diese musste 1940 abgegeben werden. Am 1. Dezember 1957 wurde das neue Geläut der Gemeinde übergeben.